# Ricardo Acuña
Ricardo Acuña (Santiago de Chile, 13 de Janeiro de 1958) é um ex-tenista profissional chileno.
Foi medalha de prata em simples no Tênis nos Jogos Pan-Americanos em 1979, perdendo a final para Mel Purcell.